# Neobalanocarpus heimii
Neobalanocarpus heimii ist ein Baum in der Familie der Flügelfruchtgewächse aus Thailand und Malaya.

## Beschreibung
Neobalanocarpus heimii wächst als sehr großer Baum bis über 65 Meter hoch. Der Stammdurchmesser erreicht mehr als 5,3 Meter. Es werden moderate Brettwurzeln ausgebildet. Die Borke ist braun-grau und schuppig bis in Streifen abblätternd, aber bei ganz alten Bäume ist sie nur leicht furchig. Der Baum führt ein Harz, Dammar. Der Baum wird über 1300 Jahre alt.
Die einfachen, kurz gestielten, ganzrandigen und spitzen bis geschwänzten, ledrigen, kahlen Laubblätter sind wechselständig. Sie sind 7–17 Zentimeter lang und 2,3–5 Zentimeter breit und der Blattstiel ist 0,5–1 Zentimeter lang. Sie sind eiförmig, -lanzettlich bis verkehrt-eiförmig, -lanzettlich und sind teils etwas sichelförmig gebogen. Die jungen Blätter sind bronzefarben. Die Nebenblätter sind abfallend.
Es werden kleine achsel- oder endständige, wenigblütige Rispen gebildet. Die kleinen, cremefarbenen oder grün-gelblichen, zwittrigen Blüten sind mit doppelter Blütenhülle. Die etwas ungleichen Kelch- und die elliptischen Kronblätter sind außen behaart und leicht dachig. Es sind 15 kurze Staubblätter vorhanden, die länglichen Antheren haben ein kleines, fädiges Anhängsel an der Spitze. Der kahle Fruchtknoten ist oberständig, mit einem konischen, fadenförmigen Griffel.
Es werden 5,5 Zentimeter lange, 2,5 Zentimeter dicke, kurz bespitzte und eiförmige, grünliche, eichelnähnliche und etwas glänzende Nüsse mit beständigem, vergrößertem, dachig-becherförmigem und bräunlichem, etwa 2 Zentimeter langem Kelch sowie kleinen Grifferesten gebildet. Die Nüsse öffnen sich bei der Keimung lokulizidal dreiklappig.

## Taxonomie
Die Erstbeschreibung des Basionyms Balanocarpus heimii erfolgte 1893 durch George King in J. Asiat. Soc. Bengal, Pt. 2, Nat. Hist. 62: 133. Die Umteilung in die neue Gattung Neobalanocarpus zu Neobalanocarpus heimii erfolgte 1982 durch Peter Shaw Ashton in Flora Malesiana Ser. I, Vol. 9, 1982: 388. Ein weiteres Synonym ist Balanocarpus wrayi King.

## Verwendung
Das sehr schwere, harte und sehr beständige aber schwer behandelbare Holz ist begehrt, es ist bekannt als Changal. Der Baum gilt darum als gefährdet.